# Aleksandr Popow (biathlonista)
Aleksandr Władimirowicz Popow (ros. Александр Владимирович Попов; biał. Аляксандр Папоў, ur. 22 lutego 1965 w Tobolsku) – rosyjski biathlonista startujący w barwach ZSRR, Wspólnoty Niepodległych Państw oraz Białorusi, dwukrotny medalista olimpijski i wielokrotny medalista mistrzostw świata. Od 1999 roku jest trenerem białoruskiej kadry narodowej.

## Kariera
Pierwszy sukces osiągnął w 1984 roku, zdobywając srebrny medal w sprincie podczas mistrzostw świata juniorów w Egg. W Pucharze Świata zadebiutował 18 stycznia 1986 roku w Anterselvie, zajmując 18. miejsce w sprincie. Tym samym już w swoim debiucie zdobył pierwsze punkty. Na podium zawodów tego cyklu pierwszy raz stanął 17 grudnia 1986 roku w Obertilliach, kończąc rywalizację w biegu indywidualnym na trzeciej pozycji. Wyprzedzili go tam jedynie jego rodak Walerij Miedwiedcew i František Chládek z Czechosłowacji. W kolejnych startach jeszcze 16 razy stawał na podium, odnosząc przy tym sześć zwycięstw: 2 marca 1989 roku w Hämeenlinna i 24 stycznia 1991 roku w Anterselvie wygrywał bieg indywidualny, a 17 stycznia 1986 roku w Anterselvie, 21 lutego 1987 roku w Canmore, 21 grudnia 1991 roku w Hochfilzen i 25 stycznia 1992 roku w Anterselvie był najlepszy w sprincie. Najlepsze wyniki osiągał w sezonie 1988/1989, kiedy zajął drugie miejsce w klasyfikacji generalnej, rozdzielając Eirika Kvalfossa z Norwegii i kolejnego reprezentanta ZSRR – Siergieja Czepikowa. W tym samym sezonie zwyciężył w klasyfikacji biegu indywidualnego.
W 1987 roku wystąpił na mistrzostwach świata w Lake Placid, zdobywając wspólnie z Dmitrijem Wasiljewem, Jurijem Kaszkarowem i Walerijem Miedwiedcewem srebrny medal w sztafecie. Wynik ten sztafeta ZSRR z Popowem w składzie powtórzyła na mistrzostwach świata w Feistritz w 1989 roku i mistrzostwach świata w Lahti dwa lata później. Na drugiej z tych imprez wywalczył też srebrny medal w biegu indywidualnym, plasując się za Niemcem Markiem Kirchnerem a przed Eirikiem Kvalfossem.
Następnie wspólnie z Jewgienijem Ried´kinem, Aleksandrem Tropnikowem i Anatolijem Żdanowiczem zwyciężył w biegu drużynowym podczas mistrzostw świata w Nowosybirsku. W tej samej konkurencji złote medale wraz z reprezentacją Białorusi zdobył także na mistrzostwach świata w Ruhpolding w 1996 roku i mistrzostwach świata w Osrblie rok później. W obu przypadkach reprezentanci Białorusi pobiegli w składzie: Wadim Saszurin, Oleg Ryżenkow, Aleksandr Popow i Piotr Iwaszka. W tym czasie zdobył ponadto brązowe medale w sztafecie podczas mistrzostw świata w Anterselvie (1995) i mistrzostw świata w Ruhpolding (1996).
Na igrzyskach olimpijskich w Calgary w 1988 roku wspólnie z Wasiljewem, Czepikowem i Miedwiedcewem wywalczył ostatni złoty medal w sztafecie dla ZSRR. Zajął tam również dwunaste miejsce w biegu indywidualnym. Cztery lata później, podczas igrzysk w Albertville jako reprezentant Wspólnoty Niepodległych Państw razem z Miedwiedcewem, Czepikowem i Walerijem Kirijenko zajął drugie miejsce w sztafecie. Poza tym był osiemnasty w sprincie i czwarty w biegu indywidualnym, przegrywając walkę o medal z Mikaelem Löfgrenem ze Szwecji o 3,5 sekundy. Czwarte miejsce w tej konkurencji zajął również na igrzyskach olimpijskich w Lillehammer w 1994 roku, tym razem w walce o podium ulegając Niemcowi Svenowi Fischerowi o ponad 10 sekund. Ponadto zajął czwarte miejsce w sztafecie oraz dziesiąte w sprincie. Brał też udział w igrzyskach w Nagano cztery lata później, gdzie był czwarty w sztafecie, w biegu indywidualnym zajął 29. pozycję, a rywalizację w sprincie ukończył na 29. pozycji.
Odznaczony Orderem „Znak Honoru” i tytułem Zasłużonego Mistrza Sportu ZSRR.
Po zakończeniu kariery rozpoczął pracę jako trener z reprezentacją Białorusi.

## Osiągnięcia

### Igrzyska olimpijskie
| Rok  | Miejscowość | Konkurencje | Konkurencje | Konkurencje | Konkurencje | Konkurencje | Konkurencje | Konkurencje |
| Rok  | Miejscowość | IN          | SP          | PU          | MS          | RL          | MR          | SR          |
| ---- | ----------- | ----------- | ----------- | ----------- | ----------- | ----------- | ----------- | ----------- |
| 1988 | Calgary     | 12.         | –           | nd.         | nd.         | 1.          | nd.         | –           |
| 1992 | Albertville | 4.          | 18.         | nd.         | nd.         | 2.          | nd.         | –           |
| 1994 | Lillehammer | 4.          | 10.         | nd.         | nd.         | 4.          | nd.         | –           |
| 1998 | Nagano      | 29.         | 55.         | nd.         | nd.         | 4.          | nd.         | –           |

### Mistrzostwa świata
| Rok  | Miejscowość         | Konkurencje | Konkurencje | Konkurencje | Konkurencje | Konkurencje | Konkurencje | Konkurencje |
| Rok  | Miejscowość         | IN          | SP          | PU          | MS          | RL          | MR          | SR          |
| ---- | ------------------- | ----------- | ----------- | ----------- | ----------- | ----------- | ----------- | ----------- |
| 1987 | Lake Placid         | 12.         | DNS         | nd.         | nd.         | 2.          | nd.         | –           |
| 1989 | Feistritz           | 18.         | 8.          | nd.         | nd.         | 2.          | nd.         | –           |
| 1991 | Lahti               | 2.          | –           | nd.         | nd.         | 2.          | nd.         | –           |
| 1993 | Borowec             | 14.         | 18.         | nd.         | nd.         | 4.          | nd.         | –           |
| 1995 | Anterselva          | 13.         | 6.          | nd.         | nd.         | 3.          | nd.         | –           |
| 1996 | Ruhpolding          | 7.          | 21.         | nd.         | nd.         | 3.          | nd.         | –           |
| 1997 | Osrblie             | –           | 18.         | 27.         | nd.         | 4.          | nd.         | –           |
| 1998 | Pokljuka/Hochfilzen | nd.         | nd.         | 18.         | nd.         | nd.         | nd.         | –           |

### Puchar Świata

#### Miejsca w klasyfikacji generalnej
| Sezon     | Miejsce |
| --------- | ------- |
| 1985/1986 | 30.     |
| 1986/1987 | 5.      |
| 1987/1988 | 32.     |
| 1988/1989 | 2.      |
| 1990/1991 | 21.     |
| 1991/1992 | 7.      |
| 1992/1993 | 21.     |
| 1993/1994 | 23.     |
| 1994/1995 | 24.     |
| 1995/1996 | 16.     |
| 1996/1997 | 35.     |
| 1997/1998 | 42.     |

#### Miejsca na podium chronologicznie
| Lp. | Dzień       | Rok  | Miejscowość  | Konkurencja                | Lokata | Pudła   | Czas biegu | Strata  | Zwycięzca           |
| --- | ----------- | ---- | ------------ | -------------------------- | ------ | ------- | ---------- | ------- | ------------------- |
| 1.  | 17 grudnia  | 1986 | Obertilliach | Bieg indywidualny na 20 km | 3.     | 0+1+0+0 | 1:10:04,0  | +3:15,4 | Walerij Miedwiedcew |
| 2.  | 15 stycznia | 1987 | Anterselva   | Bieg indywidualny na 20 km | 2.     | 1+1+0+0 | 1:02:57,5  | +40,1   | Frank-Peter Roetsch |
| 3.  | 17 stycznia | 1986 | Anterselva   | Sprint na 10 km            | 1.     | 0+0     | 28:49,3    | –       | –                   |
| 4.  | 21 lutego   | 1987 | Canmore      | Sprint na 10 km            | 1.     | 0+0     | 26:27,7    | –       | –                   |
| 5.  | 17 grudnia  | 1987 | Hochfilzen   | Bieg indywidualny na 20 km | 2.     | 0+0+0+0 | 1:07:36,2  | +6,8    | Fritz Fischer       |
| 6.  | 15 grudnia  | 1988 | Les Saisies  | Bieg indywidualny na 20 km | 2.     | 1+0+0+1 | 1:04:12,4  | +28,7   | Birk Anders         |
| 7.  | 26 stycznia | 1989 | Ruhpolding   | Bieg indywidualny na 20 km | 2.     | 1+0+0+0 | 54:24,5    | +22,9   | Siergiej Bułygin    |
| 8.  | 28 stycznia | 1989 | Ruhpolding   | Sprint na 10 km            | 3.     | 0+0     | 26:44,8    | +19,5   | Frank-Peter Roetsch |
| 9.  | 2 marca     | 1989 | Hämeenlinna  | Bieg indywidualny na 20 km | 1.     | 0+0+0+0 | 1:06:02,0  | –       | –                   |
| 10. | 9 marca     | 1989 | Östersund    | Bieg indywidualny na 20 km | 3.     | 0+1+0+0 | 54:06,4    | +50,1   | Siergiej Czepikow   |
| 11. | 16 marca    | 1989 | Steinkjer    | Bieg indywidualny na 20 km | 2.     | 1+0+0+0 | 53:05,0    | +35,0   | Fritz Fischer       |
| 12. | 24 stycznia | 1991 | Anterselva   | Bieg indywidualny na 20 km | 1.     | 0+1+0+0 | 59:03,6    | –       | –                   |
| 13. | 24 lutego   | 1991 | Lahti        | Bieg indywidualny na 20 km | 2.     | 0+0+1+0 | 1:03:05,7  | +27,6   | Mark Kirchner       |
| 14. | 21 grudnia  | 1991 | Hochfilzen   | Sprint na 10 km            | 1.     | 1+0     | 31:50,8    | –       | –                   |
| 15. | 25 stycznia | 1992 | Anterselva   | Sprint na 10 km            | 1.     | 0+0     | 27:04,3    | –       | –                   |
| 16. | 13 marca    | 1993 | Östersund    | Sprint na 10 km            | 2.     | 0+0     | 30:16,9    | +42,3   | Jon Åge Tyldum      |
| 17. | 18 grudnia  | 1993 | Pokljuka     | Sprint na 10 km            | 3.     | 0+0     | 27:42,0    | +40,6   | Wiktor Majgurow     |